# 겐초마에역 (지바현)
겐초마에역(일본어: 県庁前駅, けんちょうまええき 켄초오마에에키[*])은 일본 지바현 지바시 주오구에 있는 지바 도시 모노레일 1호선의 역이다. 인근에 지바 현청이 있다.

## 역 구조
상대식 승강장이지만 단선 승강장의 형식이기 때문에 1번 승강장만이 쓰인다. 2번 승강장에는 들어가지 못하게 되어 있다.

### 승강장
| 1 | ■ 모노레일 1호선 | 지바・지바미나토 방면 |
| 2 |                  | 사용되지 않음         |

## 역 주변
- 지바 현청
- 지바 현 경찰 본부
- 지바 지방 재판소(일본어 위키백과 문서)

## 역사
- 1999년 3월 24일: 영업 개시.

## 인접역
| 지바 도시 모노레일 ■ 1호선   | 지바 도시 모노레일 ■ 1호선 | 지바 도시 모노레일 ■ 1호선 |
| ---------------------------- | -------------------------- | -------------------------- |
| 요시카와코엔 지바미나토 방면 |                            | (시종점역)                 |